# Toxostoma cinereum
Toxostoma cinereum là một loài chim trong họ Mimidae.